# Роон (броненосен крайцер, 1903)
Роон (на немски: SMS Roon) e броненосен крайцер на Германския императорски военноморски флот от времето на Първата световна война. Главен кораб на серият крайцери „Йорк“. Строителството на „Роон“ е зададено според втория военноморски закон през 1902 г., крайцерът е построен в имперската корабостроителницата в град Кил. Построяването на кораба струва на хазната 15,3 милиона марки. Корабът е наречен в чест на Албрехт фон Роон, пруски генерал и политик. Теглото на крайцера съставлява 9875 тона. Корабът е въоръжен с главна батарея от четири оръдия калибър 21 см (8,3 дюйма). Максималната скорост на крайцера съставлява 21,1 възела.
Корабът участва в няколко от операциите на Първата световна война, включая рейдът над Скарбъроу, Хартлпул и Уитби, където плава в ролята на разузнавач на Хохзеефлотте (Флота на откритото море), носи служба в Балтийско море, участва в битката с руските крайцери през юли 1915 г. и в мисиите по обстрел на крайбрежията. След 1916 година „Роон“, до края на войната, се използва като учебен кораб и плаваща казарма в град Кил. Има намерения да се преустрои крайцерът на хидросамолетоносач, но този план е изоставен. Корабът е изваден от военноморския регистър през 1920 г. и е разкомплектован за метал.

## Конструкция
„Роон“ е заложен под временното име „Ерзац Кайзер“ и е построен в имперската корабостроителница в Кил под заводския номер 28. Килът на крайцера е заложен през 1902 г., корпусът е спуснат на вода на 27 юни 1903 г. Работите по дострояването отнемат много дълго време и са завършени на 5 април 1906 година, в същия ден корабът влиза в състава на германския имперски флот. Строителството струва на имперското правителство 15 345 000 златни марки.
„Роон“ има нормална водоизместимост от 9533 тона и пълна от 10 266 тона, дължината на крайцера съставлява 127,8 м, ширината му е 20,2 м, газенето: 7,73 м. Двигателната установка на кораба се състои от три вертикални парни машини с тройно разширение, развиващи 20 625 к.с. номинална мощност, крайцерът развива максималната скорост от 21,1 възела. Корабът носи 1570 тона въглища, което осигурява далечина на плаване от 4200 морски мили на крайцерска скорост от 12 възела (22 км/ч).
Корабът е въоръжен с четири оръдия SK L/40 калибър 21 см (8,3 дюйма) в две сдвоени оръдейни кули, разположени на противоположните краища на надстройките. Вторичното въоръжение се състои от десет оръдия SK L/40 калибър 15 см, четиринадесет оръдия SK L/35 калибър 8,8 см и четири торпедни апарата с калибър 45 см, поставени в корпуса под водолинията, един на носа, друг на кърмата и по един на всеки от бордовете.

## История на службата
„Роон“ е заложен през август 1902 г., корпусът му е спуснат на вода през юни 1903 г., генералният инспектор Алфред фон Валдерзе става патрон на кораба. През април 1907 г. „Роон“ и лекият крайцер „SMS Bremen“ (Бремен) се насочват към САЩ за участие в джеймстоуновското изложение, проведено в чест на годищнината от слизането на колонистите в Чесапийкския залив на 26 април. Освен германската делегация, на изложението пристигат военни кораби на Великобритания, Япония, Австро-Унгария, Франция, Италия и някои други държави.
През 1908 г. „Роон“ е флагмански кораб на контраадмирал Якобсен, във втората група на разузнавателния дивизион на Хохзеефлотте заедно със своя систършип „Йорк“. На 30 септември флагман на разузнавателната група става новият линеен крайцер „SMS Moltke“ (Молтке). През 1911 г. „Роон“ е снет от служба, но с началото на Първата световна война отново влиза в строй. Към началото на враждебните действия крайцерът е флагман на трета разузнавателна група. На 3 ноември 1914 г. корабът участва в бомбардировката на Ярмът.
Месец по-късно, на 15 – 16 декември, „Роон“ участва в бомбардировката над Скарбъроу, Хартлпул и Уитби. Заедно с броненосния крайцер „SMS Prinz Heinrich“ (Принц Хайнрих) „Роон“ е авангард на Хохзеефлотте, подсигурявайки далечното прикритие на линейните крайцери на адмирал фон Хипер, докато те водят обстрела. В хода на операцията „Роон“ и придадените му миноносци срещат британски кораби, които осигуряват прикритие. В 06:16 „Роон“ влиза в контакт с корабите HMS Lynx и Unity, но противниците не откриват огън и се разминават. Съгласно рапортите на крайцерите „Роон“ и „SMS Hamburg“ (Хамбург) за британските разрушители адмирал фон Ингенол заповядва на Хохзеефлотте да отплава за Германия. Оттогава „Роон“ и миноносците поемат ролята на ариергард на Хохзеефлотте.
В 06:59 „Роон“ и съпровождащите го леки крайцери „Щутгарт“ и „Хамбург“ се срещат с миноносците на комодор Джонс. Джонс следва „Роон“ до 07:40, докато „Щутгарт“ и „Хамбург“ не получават заповед да унищожат своите преследвачи. В 08:02 от „Роон“ към двата леки крайцера е предадена, със сигнали, заповед да се прекрати преследването и да се отстъпва с оставащите сили на Хохзеефлотте. В 07:55 Бийти получава информацията за местонахождението на „Роон“ и изпраща линейният крайцер HMS New Zealand, след него, недалеч има още три линейни крайцера. Към 9:00 Бийти узнава, че германските линейни крайцери обстрелват Хартлпул и затова решава да прекрати преследването на „Роон“ и са плава към германските линейни крайцери.
Адмирал Шеер взема решението, че тъй като „Роон“ и другите броненосни крайцери на третата разузнавателна група са с ниска скорост и слабо недостатъчно бронирани, че те са непригодни за служба в Северно море. За това от април 1915 г. „Роон“ действа в Балтийско море, участва в няколко мисии по обстрел на брега. На 11 май британската подводница Е9 засича „Роон“ и други кораби по пътя им към Либау, наскоро превзет от германската армия. Е9 изстрелва пет торпеда срещу германския отряд, всички минават встрани от целите, макар две от тях да минават близко зад кърмата на „Роон“.
На 2 юли 1915 г. „Роон“ участва в боя с руските крайцери близо до крайбрежието на остров Готланд, Швеция. Лекият крайцер „SMS Augsburg“ (Аугсбург) и три разрушителя съпровождат минния заградител „Албатрос“ когато са атакувани от четири руски крайцера: броненосните крайцери „Баян“, „Адмирал Макаров“ и леките крайцери „Богатырь“ и „Олег“. „Аугсбург“ бяга, а в същото време миноносците прикриват оттеглянето на „Албатрос“, който е тежко повреден и принуден да се скрие в неутралните шведски води. „Роон“ и лекият крайцер „SMS Lübeck“ (Любек) излизат в помощ на попадналите в беда германски разрушители. Пристигайки на мястото на сражението „Роон“ влиза в бой с „Баян“, а „Любек“ открива огън по „Олег“. Скоро на помощ на руския отряд пристига руският „Рюрик“ с разрушители. В последващата престрелка „Роон“ получава няколко попадения, германските крайцери са принудени да се оттеглят.
На 10 август „Роон“ и „Принц Хайнрих“ обстрелват руските позиции при Церел на полуостров Сворбе. При Церел стоят на котва няколко руски разрушителя, немците успяват да ги изненадат и да повредят един миноносец.
През 1916 г. силите на Кралския флот няколко пъти погрешка вземат други кораби за „Роон“. На 16 февруари 1916 г. е изпратено грешното съобщение, че „Роон“ е пленен от британски крайцер в Северния Атлантик. Също погрешно се съобщава, че корабът има участие в Ютландском сражении, като флагман на силите за прикритие на главните сили на Хохзеефлотте. Тази грешка се промъква в историческите работи, отпечатани веднага след Първата световна война, но в по-късните работи е поправена.
През ноември 1916 г. „Роон“ е разоръжен и превърнат в учебен кораб и плаваща казарма. Той се намира в Кил и служи като такъв до 1918 г. Германският флот преди това експериментира със самолетоносачи, старият лек крайцер „Щутгарт“, в началото на 1918 г., е преоборудван на самолетоносач. Обаче той може да носи само два самолета, коетото се счита за недостатъчно за поддръжката на флота. За това са предлагани планове за преоборудването на „Роон“ в хидросамолетоносач с вместимост четири самолета. Главният калибър на крайцера е планирано да се демонтира и да се замени с шест оръдия калибър 15 см и шест зенитни оръдия калибър 8,8 см, надстройката да се разглоби и да са постави голям хангар за самолетите. „Роон“ е изключен от военноморския регистър на 25 ноември 1920 г. и е разкоплектован за метал през следващата година в Кил-Нордмоле.